# L'art pour l'art
L'art pour l'art (fr., 'kunsten for kunsten' eller 'kunsten for kunstens skyld') er et
æstetisk slagord, der måske lader sig føre tilbage
til Kants lære om det skønnes interesseløshed,
men navnlig er udformet og hævdet af franske
skribenter som Victor Cousin, Sainte-Beuve og
stærkest af Théophile Gautier, efter hvis påstand
det kunstneriske arbejde ikke bør have nogen
anden higen eller hensigt end "det skønne i sig
selv": kunsten skal være sig selv nok.
Princippet om 'kunsten for kunstens skyld' kan på den ene side udarte til virtuositet.
På den anden side kan det danne modvægt mod tendensdigtning og tendenskunst, der bedrives for vinding eller for at moralisere.